# イ・ジエ
イ・ジエ（李 智愛、朝鮮語: 이지애 1981年5月13日 - ）は、韓国KBSの女性アナウンサー。

## 学歴
- 1994年、ソウル文井初等学校（朝鮮語版）卒業
- 1997年、文井中学校（朝鮮語版）卒業
- 2000年、ソウル世宗高等学校（朝鮮語版）卒業
- 2004年、誠信女子大学校 政治外交学学士

## 来歴
ソウル特別市生まれ。ソウル世宗高等学校を経て誠信女子大学政治外交学心理学科卒業。
- 2006年、KBS第32期公式採用アナウンサーとして入局。
- 2008年、「KBS芸能大賞」ショー娯楽部門MC女性新人賞を受賞。
- 2009年10月、大韓民国法制処の広報大使に任命される。
- 2010年10月9日、MBCアナウンサーのキム・ジョングンと結婚。

## 担当番組

### 現在
テレビ
- 生き生き情報通 (생생 정보통)（2010年5月10日 - 、KBS 2TV）
- VJ特攻隊（2011年11月11日 - 、KBS 2TV）

ラジオ
- イ・ジエの爽快な朝 (상쾌한 아침)（2009年10月26日 - 、KBS 2FM）

### 過去
- KBS 8 モーニングニュースタイム (KBS 8 아침 뉴스타임)（2007年4月30日 - 2008年3月28日、KBS 2TV）
- ワオ! 話題の現場 (와우! 화제와 현장)（2007年4月30日 - 11月1日、KBS 2TV）
- 良い国運動本部 (좋은나라 운동본부)（2007年5月4日 - 2008年3月28日、KBS 2TV）
- 南北の窓 (남북의 창)（2007年11月5日 - 2008年7月14日、KBS 1TV）
- 生放送 世界の朝 (생방송 세상의 아침)（2007年5月5日 - 2008年3月29日、KBS 2TV） - 土曜担当
- KBSスポーツ9 (KBS 스포츠 9)（2007年11月10日 - 2009年4月19日、KBS 1TV） - 土・日曜担当
- 文化ゾーン (문화지대)（2007年11月30日 - 2009年4月6日、KBS 1TV）
- 想像プラス シーズン2 (상상플러스 시즌2)（2008年7月22日 - 2009年10月6日、KBS 2TV）
- サンデースポーツショー (일요스포츠 쇼)（2009年4月26日 - 12月20日、KBS 1TV）
- 6時、私の故郷 (6시 내고향)（2008年3月31日 - 2010年5月7日、KBS 1TV）
- 5千万のアイディアで (5천만의 아이디어)（2009年4月25日 - 2010年5月9日、KBS 1TV）
- ストーリーショー 楽 (이야기쇼 楽)（2009年10月19日 - 2010年5月8日、KBS 2TV）
- 世代共感 (세대공감 토요일)（2010年1月16日 - 5月8日、KBS 2TV）
- 感性ドキュ 美知秀 (감성다큐 미지수)（2010年5月22日 - 12月4日、KBS 2TV）
- バンドサバイバル!TOPバンド (TOP 밴드)（2011年6月4日 - 10月15日、KBS 2TV）
- KBS芸能大賞 (KBS 연예대상)（2008年 - 2010年、KBS 2TV） - MC